# لودويغ هاس
لودويغ هاس (بالألمانية: Ludwig Haas)‏ هو ممثل ألماني، ولد في 16 أبريل 1933 في ألمانيا.

## أعمال

### أفلام
- (1986) الاعتداء

### مسلسلات
- شارع الزيزفون

## وصلات خارجية
- لودويغ هاس على موقع IMDb (الإنجليزية)
- لودويغ هاس على موقع ألو سيني (الفرنسية)
- لودويغ هاس على موقع أول موفي (الإنجليزية)
- لودويغ هاس على موقع قاعدة بيانات الفيلم (الإنجليزية)
- لودويغ هاس على موقع كينوبويسك (الروسية)